# Font de les Tàpies
La Font de les Tàpies és una font situada en el terme municipal de Calders, a la comarca del Moianès (fins al 2015 a la comarca del Bages).
És a 1,30 km d'Artés, 3,35 km de Navarcles i 4,40 km de Calders. La zona de les Tàpies és coneguda per la cascada de la font, la seva roureda (amb una cinquantena de roures) i la masia de les Tàpies, que és a prop. Pertany al territori del poble rural de Viladecavalls de Calders.
La font està situada en una fondalada de gran bellesa, oberta pel torrent de les Tàpies. Quan aquest torrent té un bon cabal, al costat de la font es pot contemplar una cascada d'uns 30 m de desnivell que es precipita sobre un petit gorg. Hi predomina la vegetació pròpia dels indrets humits. A l'obaga que hi ha al nord de la masia, el bosc (format per pins, roures, alzines, boixos, etc.) també és d'una gran bellesa.
Sembla que tradicionalment els ramats d'ovelles s'abeuraven en aquest indret. L'aigua ha estat canalitzada i embassada ja des d'antic (probablement el segle xix o abans).
Actualment s'utilitza com a zona d'esbarjo. S'hi arriba seguint el sender PR-C 135, amb inici a Artés, o des de la carretera N-141C. En el segon cas, aproximadament al quilòmetre 11 hi ha el trencall de la Colònia Jorba i, a l'altra banda de la carretera, el camí que va cap a les Tàpies. Abans d'arribar a la masia, cal deixar el camí principal i trencar a la dreta. Travessant una roureda i prenent un camí a mà esquerra es baixa fins a la font.
Es pot accedir a la part superior del salt mitjançant un corriol senyalitzat que hi ha travessant el torrent.